# Confédération des syndicats indépendants de Lettonie
La Latvijas Brīvo arodbiedrību savienība (LBAS - Confédération des syndicats indépendants de Lettonie) est une organisation syndicale lettone affiliée à la Confédération européenne des syndicats et à la confédération syndicale internationale.